# Victoria Pendleton

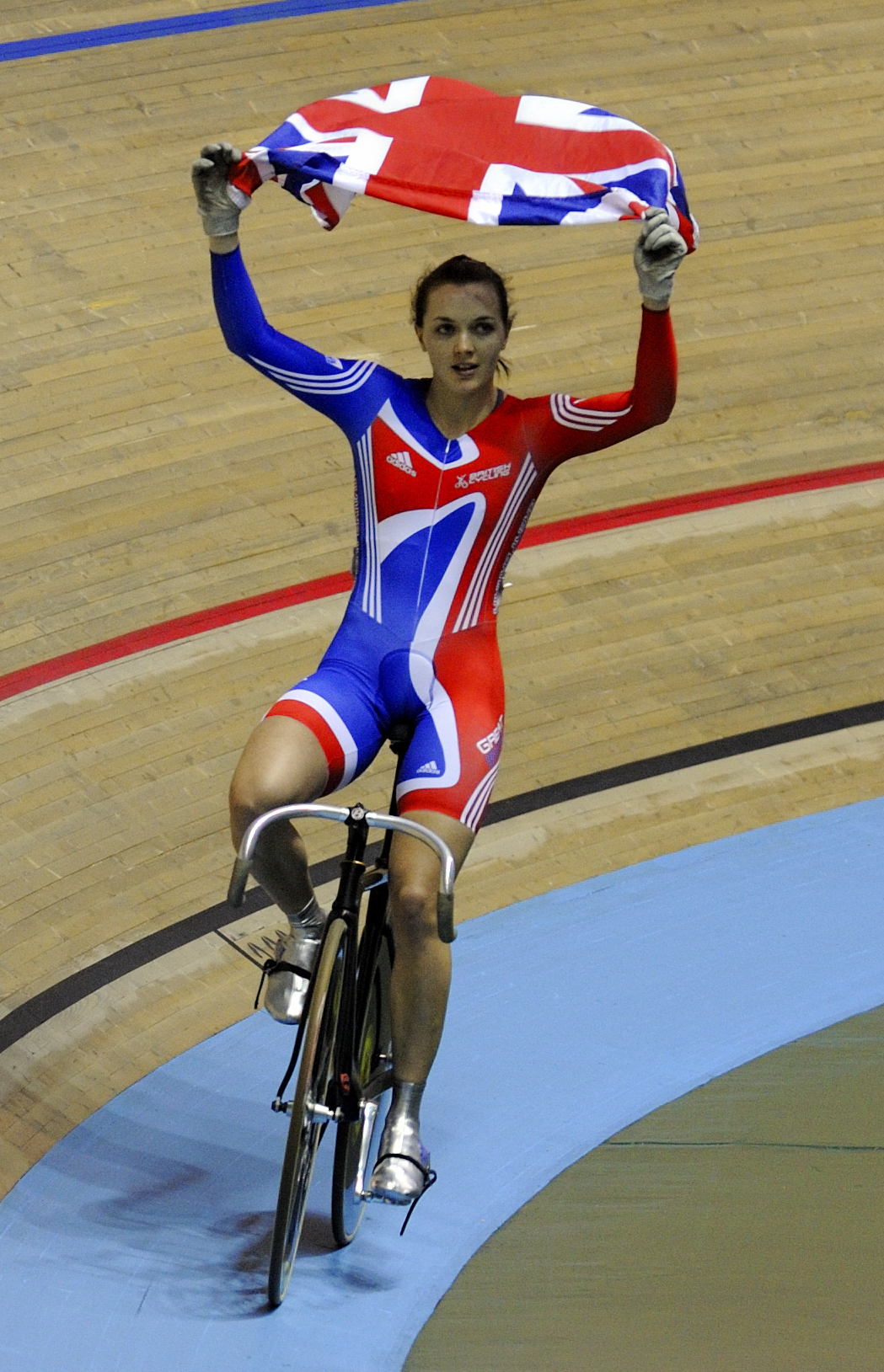
Victoria Pendleton bei den UCI-Bahn-Weltmeisterschaften 2008 in Manchester

Victoria Louise „Vicky“ Pendleton CBE (* 24. September 1980 in Stotfold, England) ist eine ehemalige britische Radrennfahrerin. Sie ist zweifache Olympiasiegerin und wurde neun Mal Weltmeisterin in Kurzzeitdisziplinen des Bahnradsports. Sie war eine der erfolgreichsten Bahnradsportlerin in der ersten Dekade des 21. Jahrhunderts bis zu ihrem Rücktritt vom Leistungssport im Jahre 2012.

## Sportliche Laufbahn
Victoria Pendleton begann schon früh mit dem Radsport, da sie aus einer radsportbegeisterten Familie kam. Mit neun Jahren begann sie gemeinsam mit ihrem Zwillingsbruder Alex, Radrennen zu fahren. Mit 16 Jahren wurde Pendleton in das britische National-Team berufen, sie zog es aber vor, zu studieren. Aus Begeisterung über die olympische Goldmedaille für Jason Queally bei den Olympischen Sommerspielen 2000 in Sydney entschied sie sich während ihres Studiums, das sie 2002 beendete, für den Bahnradsport. Über zwei Saisons lang trainierte sie im World Cycling Centre der Union Cycliste Internationale (UCI) in Aigle unter Frédéric Magné, siebenfacher Bahn-Weltmeister aus Frankreich.
Pendleton errang bei den Weltmeisterschaften 2005 in Los Angeles ihren ersten Titel; es war der erste Titel einer Britin seit 40 Jahren. Bei den Commonwealth Games 2006 in Melbourne errang sie eine Gold- sowie eine Silbermedaille. Bei den UCI-Bahn-Weltmeisterschaften 2007 gelang ihr der Hattrick mit drei Goldmedaillen in Keirin, Sprint und Teamsprint. Dafür wurde sie in Großbritannien als erste Radrennsportlerin überhaupt zur Sportlerin des Jahres gewählt. Diese Erfolge konnte sie 2008 bei den Olympischen Spielen in Peking mit einer Goldmedaille im Einzelsprint bestätigen, der einzigen Disziplin, die für Frauen in Peking angeboten wurde. Dafür wurde sie mit der M.B.E-Ehrung von Königin Elisabeth II. ausgezeichnet. Bei der Bahn-WM 2008 in Manchester gewann Victoria Pendleton zwei Titel, im Keirin und Teamsprint, und wurde sowohl 2009 wie auch 2010 Weltmeisterin im Sprint. In der Saison 2010/2011 entschied sie die Gesamtwertung im Sprint des Bahnrad-Weltcups für sich.
Im Frühjahr 2012 errang sie bei den Bahn-Weltmeisterschaften ihren sechsten und siebten WM-Titel, im Sprint sowie im Teamsprint (mit Jessica Varnish). Zudem wurde sie Vize-Weltmeisterin im Keirin.
Bei den Olympischen Spielen 2012 in London wurde Victoria Pendleton Olympiasiegerin im Keirin, im Sprint belegte sie Rang zwei hinter der Australierin Anna Meares. Im Teamsprint wurden sie und Jessica Varnish im Halbfinale wegen eines Wechselfehlers relegiert, nachdem sie dieses Rennen zunächst siegreich absolviert hatten. Sie beendete, wie bereits vorher angekündigt, ihre Karriere mit Abschluss der olympischen Wettbewerbe im Bahnradsport.

## Ehrungen
Vicky Pendleton wurde mit der Aufnahme in die Hall of Fame des europäischen Radsportverbandes Union Européenne de Cyclisme geehrt.

## Sonstiges
Im Juni 2015 gab Victoria Pendleton bekannt, dass sie beabsichtige eine Lizenz zu beantragen, um im März 2016 am Foxhunters Chase Rennen im Rahmen des Cheltenham Festivals in Cheltenham ihr Debüt als Jockey zu geben. Bei ihren ersten Rennen 2015 erreichte sie mit Mighty Mambo in einem Flachrennen in  Newbury den achten Platz. 2017 betätigte sie sich auch bei mittelalterlichen Turnierkämpfen, dem Tjost. Auch nahm sie an dem Fernseh-Tanzwettbewerb Strictly Come Dancing teil.
Bis 2018 hatte Pendleton eine zehnjährige Beziehung zu einem früheren Trainer der britischen Bahnnationalmannschaft, der 2008 deshalb zunächst seine Anstellung bei British Cycling verloren hatte. Im Juli 2018 berichtete sie in einem Interview, dass sie nach einem vergeblichen Versuch, den Mount Everest zu besteigen und nach der Trennung von ihrem Ehemann an schweren Depressionen gelitten habe.
Pendleton wurde zur Botschafterin Laureus Waves Project, bei dem Kinder mit psychischen Problemen das Surfen lernen.

## Erfolge
2002
- Britische Meisterin – Sprint, 500-Meter-Zeitfahren

2003
- Weltcup in Sydney – Scratch
- Britische Meisterin – Sprint, Keirin, 500-Meter-Zeitfahren, Scratch

2004
- Weltcup in Manchester – Sprint
- Britische Meisterin – Sprint, 500-Meter-Zeitfahren

2005
- Weltmeisterin – Sprint
- Weltcup in Manchester – Sprint
- Weltcup in Los Angeles – Keirin
- Britische Meisterin – Sprint, Keirin, 500-Meter-Zeitfahren, Scratch

2006
- Weltmeisterschaft – Sprint
- Weltcup in Moskau – Sprint
- Siegerin Commonwealth Games – Sprint
- Commonwealth Games – 500-Meter-Zeitfahren
- Britische Meisterin – Sprint, Keirin, 500-Meter-Zeitfahren, Scratch

2007
- Weltmeisterin – Sprint, Keirin, Teamsprint (mit Shanaze Reade)
- Weltcup in Manchester – Sprint, Keirin, 500-Meter-Zeitfahren
- Weltcup in Sydney – Keirin
- Britische Meisterin – Sprint, Keirin, 500-Meter-Zeitfahren

2008
- Olympiasiegerin – Sprint
- Weltmeisterin – Sprint, Teamsprint (mit Shanaze Reade)
- Weltmeisterschaft – Keirin
- Weltcup in Manchester – Sprint, Keirin, 500-Meter-Zeitfahren
- Britische Meisterin – Sprint, Keirin, Teamsprint (mit Anna Blyth)

2009
- Weltmeisterin – Sprint
- Weltmeisterschaft – Teamsprint (mit Shanaze Reade)
- Weltmeisterschaft – 500-Meter-Zeitfahren
- Britische Meisterin – Sprint, Keirin, 500-Meter-Zeitfahren

2010
- Weltmeisterin – Sprint
- Weltmeisterschaft – Keirin
- Weltcup in Cali – Keirin, Teamsprint (mit Jessica Varnish)
- Europameisterschaft – Teamsprint (mit Jessica Varnish)
- Britische Meisterin – Sprint, Keirin, 500-Meter-Zeitfahren

2011
- Weltmeisterschaft – Teamsprint (mit Jessica Varnish)
- Weltmeisterschaft – Sprint
- Europameisterin – Keirin, Teamsprint (mit Jessica Varnish)

2012
- Olympiasiegerin – Keirin
- Olympische Spiele – Sprint
- Weltmeisterin – Sprint
- Weltcup in London – Teamsprint (mit Jessica Varnish)